# Ardisia digitata
Ardisia digitata är en viveväxtart som beskrevs av Cyrus Longworth Lundell. Ardisia digitata ingår i släktet Ardisia och familjen viveväxter. Inga underarter finns listade i Catalogue of Life.